# Diocèse de Płock
Le diocèse de Płock (en latin : Dioecesis Plocensis) est un diocèse catholique de Pologne de la province ecclésiastique de Varsovie dont le siège est situé à Płock. Le diocèse comprend la partie nord de la voïvodie de Mazovie et le powiat de Rypin dans la voïvodie de Couïavie-Poméranie. Son territoire est divisé en 26 doyennés et 249 paroisses. L'évêque actuel est Szymon Stułkowski (de), depuis 2022. 

## Historique
C'est en 968 qu'un premier évêché est établi en Pologne, à Poznań, après la conversion du roi Mieszko Ier au christianisme. L'évêché de Poznań est alors placé sous la juridiction de l'archevêque de Magdebourg. En 1000, l'empereur Otton III du Saint-Empire et le pape Sylvestre II créent l'archevêché de Gniezno, métropolitain de tous les évêchés polonais.
Le diocèse de Płock est fondé vers 1075 sous l'impulsion des légats envoyés en Pologne par le pape Grégoire VII. La première attestation certaine de l'existence du diocèse a trait à l'inhumation du duc Ladislas Ier Herman dans la cathédrale de Płock en 1102. Cette cathédrale est reconstruite après un incendie dans les années 1136-1144

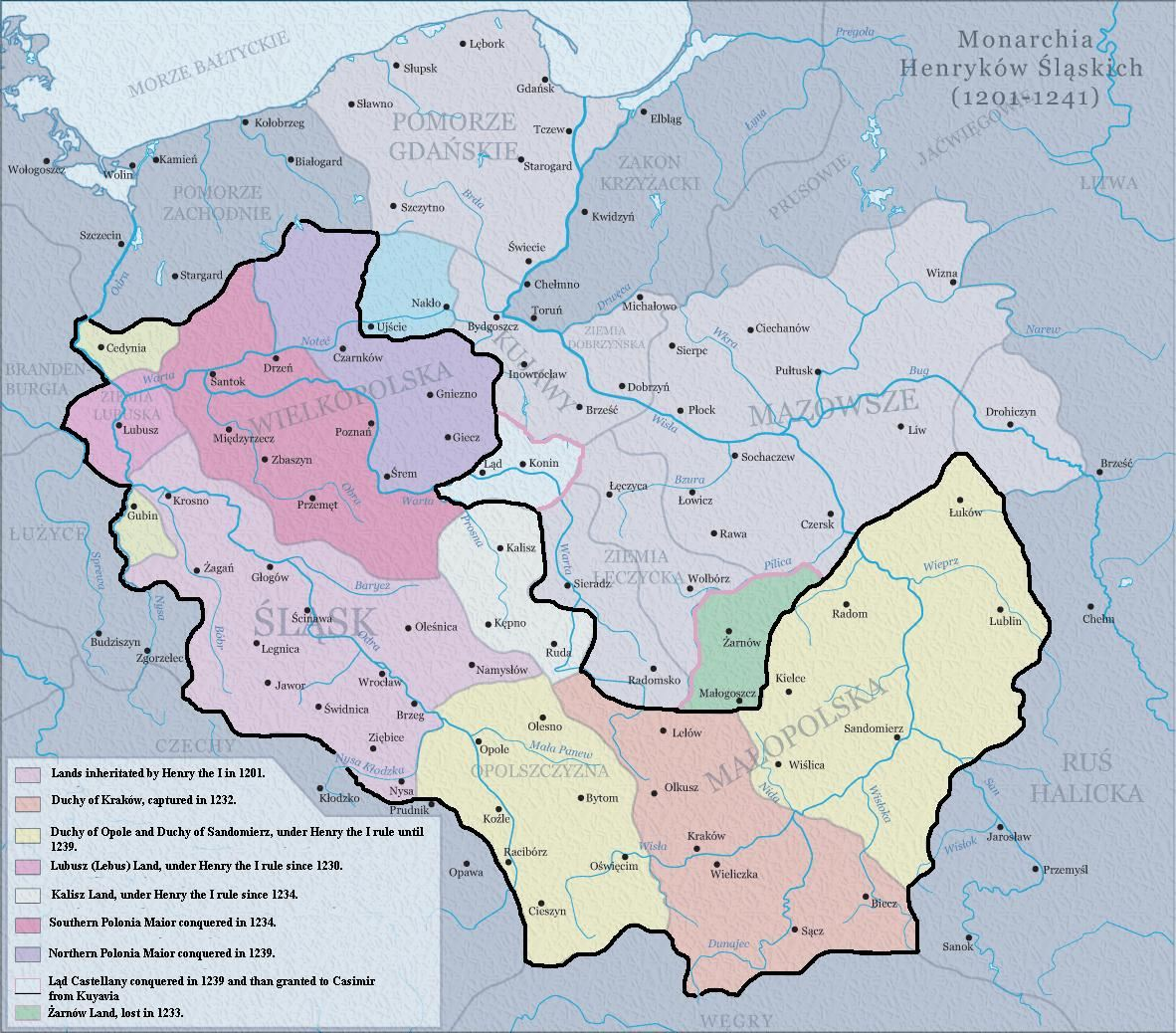
Le royaume d'Henri II le Pieux

Le diocèse comprend alors toutes les terres situées entre la Vistule, le Narew et le Boug, et s'étend jusqu'aux limites nord et est du royaume de Pologne. Il reçoit par la suite la bande de terre située au nord de la rivière Drewenz, et comprend donc la plus grande partie du duché de Mazovie et la partie septentrionale de la Podlachie. Il est placé sous l'autorité de l'archevêque de Gniezno. La charte du duc Conrad Ier de Mazovie, édictée en 1239, confirme la propriété foncière épiscopale sur 240 villages et de nombreux domaines. Ces propriétés sont réparties au XIIIe siècle entre l'évêque et le chapitre de la cathédrale. 
Les partages successifs de la Pologne octroient la plus grande partie du diocèse à l'Empire russe, et une petite partie au royaume de Prusse.
Par la bulle De salute animarum de 1821, le pape Pie VII ampute le diocèse de sa partie située en Prusse, qui est incorporée au diocèse de Kulm. Le 12 mars 1817, la bulle Militantis ecclesiæ fait du diocèse de Varsovie un archidiocèse, métropolitain des autres diocèses polonais se trouvant dans l'Empire russe. Le diocèse de Płock est fait suffragant de l'archidiocèse de Varsovie par la bulle Ex impensa nobis du 30 juin 1818. Dans le même temps, cinq doyennés sont retranchés du diocèse de Płock, lui donnant les frontières qu'il conservera jusqu'au début du XXe siècle. Les domaines de l'évêché qui n'ont pas été sécularisés avant cette date sont progressivement récupérés par les autorités russes. En 1868, un incident politique éclate entre l'Église catholique polonaise et le gouvernement impérial : celui-ci exige des évêques l'envoi de délégués pour participer aux réunions du collège catholique romain de Saint-Pétersbourg, fondé par Catherine II pour gérer les affaires des diocèses catholiques, ce que l'évêque Popiel refuse de faire sans l'accord préalable du pape. Arrêté, il est envoyé en exil à Novgorod.
En parallèle, l'Église catholique s'oppose à la consommation excessive d'alcool en créant des sociétés de tempérance, entraînant des sanctions du gouverneur russe qui s'oppose à la création de telles sociétés. Dans ce contexte tendu, le siège épiscopal de Płock reste vacant de 1853 à 1863, puis de 1885 à 1890. Par un oukaze du 22 novembre 1866, l'empereur de Russie déclare la cessation de tous contacts avec le Saint-Siège et dénonce la convention, improprement appelée concordat, passée le 3 août 1847 entre Nicolas Ier et le Saint-Siège. Le clergé catholique est alors coupé de Rome et dépend du collège catholique romain de Saint-Pétersbourg. L'opposition du clergé entraîne des arrestations, des déportations et des confiscations. Un nouveau concordat finit néanmoins par être signé le 23 décembre 1882, et la cathédrale de Płock a été entièrement restaurée en 1903.
La réorganisation de l'Église polonaise par le pape Jean-Paul II est faite dans une constitution apostolique, la bulle Totus Tuus Poloniae populus du 25 mars 1992, qui conduit à la perte d'une partie du territoire du diocèse pour créer le diocèse de Łowicz et le diocèse de Varsovie-Praga.

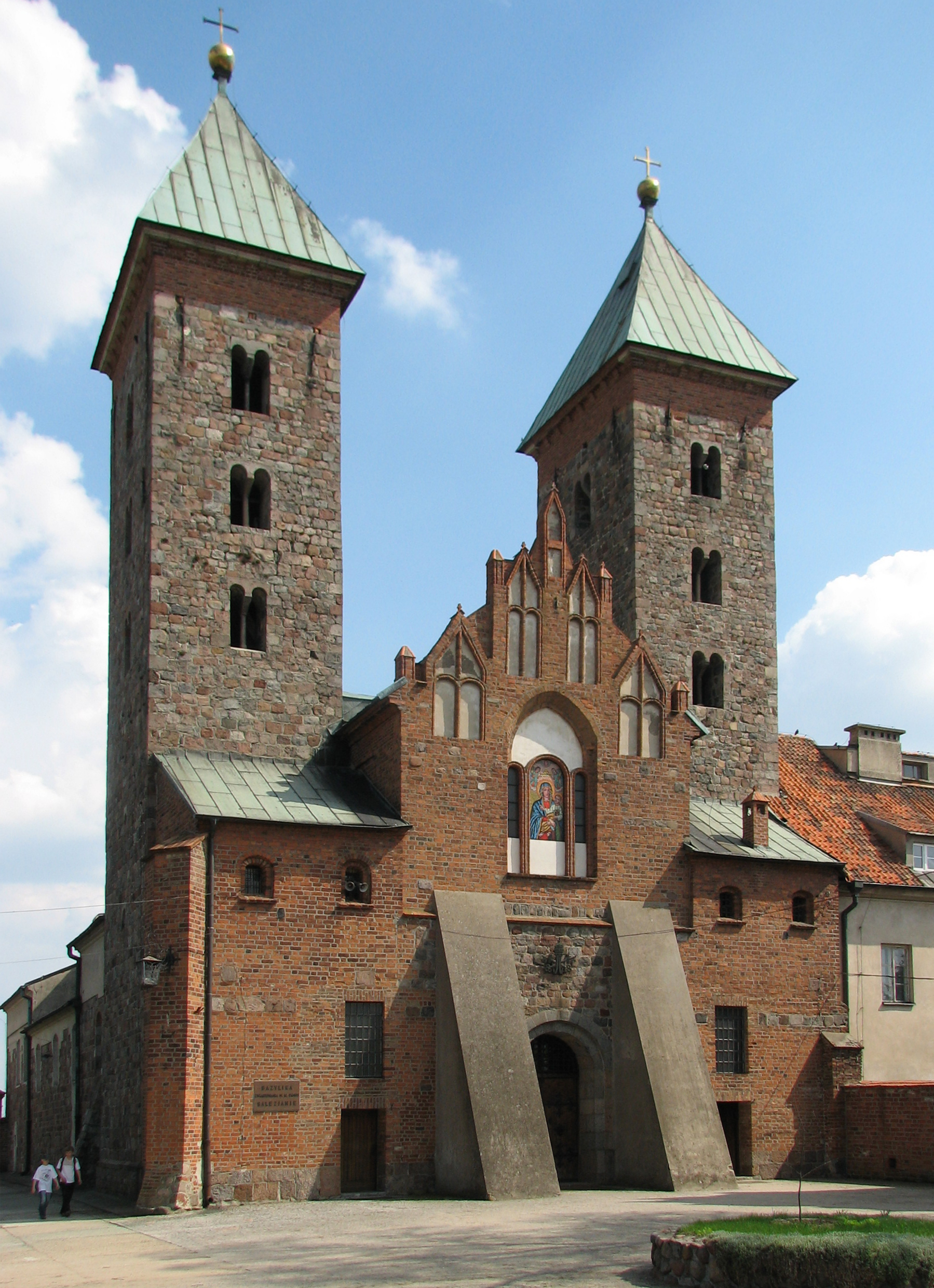
La basilique de l'Annonciation de Czerwińsk nad Wisłą.

## Églises majeures du diocèse
L'église de l'Assomption-de-la-Bienheureuse-Vierge-Marie (en polonais : Bazylika katedralna Najświętszej Maryi Panny Czczonej w Tajemnicy Wniebowzięcia w Płocku) est la cathédrale du diocèse de Płock.
- Basiliques mineures :
  - Basilique de l'Annonciation de la Bienheureuse Vierge Marie (en polonais : Bazylika pw. Zwiastowania Najświętszej Maryi Panny) de Czerwińsk nad Wisłą,
  - Basilique de l'Annonciation de la Bienheureuse Vierge Marie (en polonais : Bazylika pw. Zwiastowania Najświętszej Maryi Panny) de Pułtusk.

## Évêques
- Jan Wysoki Prawdzic, 1297-1310,
- Jan H. Nałęcz, 1310-1317,
- Florian Laskary de Kościelec, de 1317 à sa mort en 1333
- Klemens Pierzchała, 1333-1357,
- Bernard Nowina, 1357-1363,
- Janisław Wroński, 1363-1365,
- Mikołaj Sówka de Gulczewo, du 10 décembre 1365 jusqu'en 1367,
- Stanisław Sówka de Gulczewo, 1367-1375,
- Dobiesław Sówka de Gulczewo, du 7 mais 1375 jusqu'au 1er décembre 1381,
- Ścibor de Radzymin, du 18 décembre 1381 à 1391,
- Henryk Mazowiecki, 1391-1393,
- Maffiolus de Lampugnano, du 17 avril 1393 jusqu'à sa mort le 27 juillet 1396,
- Jakub de Korzkiew, du 31 juillet 1396 jusqu'à sa mort le 27 mai 1425,
- Stanisław de Pawłowice, du 29 décembre 1425 jusqu'à sa mort le 29 avril 1439,
- Paweł Giżycki, du 21 août 1439 jusqu'à sa mort le 28 janvier 1463,
- Ścibor de Gościeńczyce, le 23 novembre 1463 jusqu'à sa mort le 4 mai 1471,
- Kazmierz von Masowien, le 16 décembre 1471 jusqu'à sa mort le 9 juin 1480,
- Piotr Chotkowski, le 15 décembre 1480 jusqu'à sa mort le 15 août 1497,
- Jan Lubrański, du 5 mars 1498 jusqu'au 22 octobre 1498, puis évêque de Poznań,
- Wincenty Przerębski, le 22 octobre 1498 jusqu'au 29 novembre 1503, puis évêque de Włocławek (Kujawy, Kalisze),
- Erazm Ciołek, le 29 novembre 1503 jusqu'à sa mort le 9 septembre 1522,
- Johann von Brandenburg, le 26 septembre 1522 jusqu'à sa mort en 1523,
- Rafał Leszczyński, le 8 juin 1523 jusqu'à sa mort le 24 mars 1527,
- Andrzej Krzycki, le 29 avril 1527 jusqu'au 27 octobre 1535, puis archevêque de Gniezno,
- Bl. Jan Chojeński, le 27 octobre 1535 jusqu'au 17 août 1537, puis évêque de Cracovie,
- Piotr Gamrat, le 17 août 1537 jusqu'au 29 juillet 1538, puis évêque de Cracovie,
- Jakub Buczacki, le 29 juillet 1538 jusqu'à sa mort le 6 mai 1541,
- Samuel Maciejowski, le 22 août 1541 jusqu'au 19 juin 1546, puis évêque de Cracovie,
- Jan Bieliński, le 19 février 1546 jusqu'à sa mort le 18 mai 1546,
- Andrzej Noskowski, le 8 octobre 1546 jusqu'à sa mort le 23 octobre 1567,
- Piotr Myszkowski, le 23 octobre 1567 jusqu'au 5 juillet 1577, puis évêque de Cracovie,
- Piotr Dunin Wolski, le 5 juillet 1577 jusqu'à sa mort le 20 août 1590,
- Wojciech Baranowski, le 30 janvier 1591 jusqu'au 14 mai 1607, puis évêque de Włocławek (Kujawy, Kalisze),
- Marcin Szyszkowski, le 18 juillet 1607 jusqu'au 17 octobre 1616, puis évêque de Cracovie,
- Henryk Firlej, le 9 janvier 1617 jusqu'au 7 octobre 1624, puis archevêque de Gniezno,
- Hieronim Cielecki, le 16 octobre 1624 jusqu'à sa mort le 16 avril 1627,
- Stanisław Łubieński, le 30 août 1627 jusqu'à sa mort le 16 avril 1640,
- Karl Ferdinand von Vasa (Wasa), le 9 février 1643 jusqu'à sa mort le 9 mai 1655,
- Jan Gembicki, le 11 octobre 1655 jusqu'au 12 mars 1674, puis évêque de Włocławek (Kujawy, Kalisze),
- Bonaventura Madaliński, le 13 mars 1674 jusqu'au 2 juin 1681, puis évêque de Włocławek (Kujawy, Kalisze),
- Stanisław Kazimierz Dąmbski, le 20 avril 1682 jusqu'au 7 juillet 1692, puis évêque de Włocławek (Kujawy, Kalisze),
- Andrzej Chryzostom Załuski, le 15 octobre 1692 jusqu'au 18 mai 1699, puis évêque de Warmie (Ermland),
- Ludwik Bartlomiej Załuski, le 1er juin 1699 jusqu'à sa mort en 1721,
- Andrzej Stanisław Załuski, le 22 novembre 1723 jusqu'au 19 novembre 1736, puis évêque de Lutsk (Łuck),
- Antoni Sebastian Dembowski, le 6 mai 1737 jusqu'au 18 décembre 1752, puis évêque de Włocławek (Kujawy, Kalisze),
- Józef Eustachy Szembek, le 29 janvier 1753 jusqu'à sa mort le 1er avril 1759,
- Hieronim Antoni Szeptycki, le 24 septembre 1759 jusqu'à sa mort le 9 août 1783,
- Michał Jerzy Poniatowski, le 9 août 1783 jusqu'au 14 février 1785, puis archevêque de Gniezno et primat de Pologne,
- Krysztof Hilary Szembek, le 14 février 1785 jusqu'à sa mort le 5 septembre 1797,
- Onufry Kajetan Szembek, le 5 septembre 1797 jusqu'à sa mort le 31 décembre 1808,
- Tomasz Ostaszewski, le 4 septembre 1815 jusqu'à sa mort le 17 janvier 1817,
- Adam Michał Prażmowski (pl), le 16 mars 1818 jusqu'à sa mort le 6 février 1836,
- Franciszek di Paolo Pawłowski, le 6 février 1836 jusqu'à sa mort le 6 juillet 1852,
- Vincent Teofilo Popiel, le 16 mars 1863 jusqu'au 5 juillet 1875, puis évêque de Włocławek (Kujawy, Kalisze),
- Kaspar Jastrzębeic Borowski, le 15 mars 1883 jusqu'à sa mort le 15 janvier 1885,
- Michał Nowodworski, le 30 décembre 1889 jusqu'à sa mort le 12 juin 1896,
- Franciszek Albin Symon, le 2 août 1897 jusqu'à sa démission le 4 mars 1901,
- Jerzy Józef Elizeusz Szembek, le 15 avril 1901 jusqu'au 9 Nov 1903, puis archevêque de Mohilev sur le territoire de l'Empire russe,
- Apolinary Wnukowski, le 24 avril 1904 jusqu'au 16 juin 1908, puis archevêque de Mohilev,
- Antoni Julian Nowowiejski (en), le 12 juin 1908 jusqu'à sa mort le 28 mai 1941, béatifié par le pape Jean-Paul II en 1999,
- Tadeusz Paweł Zakrzewski, le 12 avril 1946 jusqu'à sa mort le 26 novembre 1961,
- Bogdan Marian Wincenty Sikorski, le 21 janvier 1964 jusqu'à sa mort le 4 février 1988,
- Zygmunt Kamiński, le 4 février 1988 jusqu'au 1er mai 1999, puis archevêque de Szczecin-Kamień,
- Stanislaw Wojciech Wielgus, le 24 mai 1999 jusqu'au 6 décembre 2006, puis archevêque de Varsovie,
- Piotr Libera (de), le 2 mai 2007 jusqu'à sa démission le 4 juin 2022.
- Szymon Stułkowski (de), depuis le 22 octobre 2022